# Nagomi
Nagomi (和水町, Nagomi-machi) est un bourg situé dans le district de Tamana (préfecture de Kumamoto), au Japon.